# 17.º Ejército (Alemania)
El 17.º Ejército alemán (en alemán: 17. Armee) fue un ejército de campo de la Alemania Nazi durante la II Guerra Mundial.

## Operación Barbarroja
El 22 de junio de 1941, el 17.º Ejército era parte del Grupo de Ejércitos Sur cuando la Alemania Nazi lanzó la Operación Barbarroja e invadió la Unión Soviética. Desde el 1 de julio, el "Cuerpo Móvil" húngaro (Gyorshadtest) pasó a estar subordinado al 17.º Ejército. Junto con el 1.º Ejército Panzer, el 17.º Ejército rodeó a las fuerzas soviéticas en Ucrania central durante la batalla de Uman. Aproximadamente 100.000 tropas soviéticas fueron capturadas. El 17.º Ejército participó en la batalla de Kiev. El Grupo de Ejércitos Sur fue ordenado a reanudar la ofensiva, con el objetivo de capturar Rostov del Don, la entrada a los campos petrolíferos del Cáucaso, y Járkov, un centro importante de industria pesada para la Unión Soviética.
En octubre de 1941, el ejército pasó bajo el mando de Hermann Hoth, que fue condenado en el Juicio del Alto Mando de postguerra. Hoth era un activo partidario de la guerra de aniquilación (Vernichtungskrieg) contra la Unión Soviética. Hizo una llamada a sus hombres para que entendieran la necesidad de "un duro castigo a los judíos". En apoyo de la Orden de la Severidad emitida por Walter von Reichenau en octubre de 1941, en noviembre de 1941 Hoth emitió la siguiente directiva a las tropas bajo su mando:

Todo signo de resistencia activa o pasiva o cualquier tipo de maquinación por parte de agitadores judeo-bolcheviques deben ser exterminadas inmediatamente y sin piedad... Estos círculos son los apoyos intelectuales del bolchevismo, los apoyos de su organización asesina, los ayudantes de los partisanos. Es la misma clase judía de seres que han hecho tanto daño a nuestra propia madre patria en virtud de sus actividades contra la nación y la civilización, y quienes promueven tendencias anti-germanas en todo el mundo, y quienes ser los heraldos de la venganza. Su exterminio es un dictado de nuestra propia supervivencia.

Bajo el mando de Hoth, unidades del 17.º Ejército tomaron parte en la caza y asesinato de judíos en su territorio de control.

## Batalla de Stalingrado
En 1942, el Grupo de Ejércitos Sur estaba a la cabeza de la ofensiva de verano alemana en Rusia conocida como Fall Blau. El 17.º Ejército debía dar protección de flanco al 1.º Ejército Panzer mientras este atacaba hacia el río Don. Entre junio y julio, el 17.º Ejército, el Cuerpo Expedicionario Italiano en Rusia, y el 3.º Ejército rumano fueron organizados como "Grupo de Ejércitos Ruoff". En agosto de 1942, Hitler subdividió el Grupo de Ejércitos Sur en dos nuevos grupos: el Grupo de Ejércitos A y el Grupo de Ejércitos B. El Grupo de Ejércitos A incluía el 17.º Ejército, el 1.º Ejército Panzer, y el 4.º Ejército Panzer. El Grupo de Ejércitos B incluía el 2.º Ejército, el 6.º Ejército, el 8.º Ejército italiano y el 2.º Ejército húngaro. Para octubre de 1942, el 3.º Ejército rumano y el 4.º Ejército rumano fueron añadidos para reforzar todavía más al Grupo de Ejércitos B.
Mientras el Grupo de Ejércitos B atacaba hacia Stalingrado, el Grupo de Ejércitos A y el 17.º Ejército atacaron hacia los campos petrolíferos del Cáucaso en lo que se iba a conocer como la batalla del Cáucaso. Sin embargo, para diciembre con las fuerzas soviéticas rodeando al 6.º Ejército en Stalingrado, el Grupo de Ejércitos A se retiró del Sur de Rusia pero el 17.º Ejército fue ordenado mantener el cabeza de puente de Kuban. Hitler exigió un puente de carretera y ferrocarril de tres millas a través del estrecho de Kerch en la primavera de 1943 para apoyar el avance a través del Cáucaso hacia Persia. El Teleférico (tranvía aéreo) que se puso en operación el 14 de julio con una capacidad diaria de mil toneladas era adecuado para las necesidades defensivas del 17.º Ejército en la cabeza de puente de Kuban. Debido a los frecuentes temblores de tierra, se requirieron vastas cantidades de vigas extrarresistentes y sus envíos reducirían los envíos de material militar a Crimea.

## Crimea
Para octubre de 1943, el 17.º Ejército fue obligado a retirarse de la cabeza de puente de Kuban a lo largo del estrecho de Kerch hasta Crimea. Durante los siguientes meses, el Ejército Rojo hizo retroceder a las fuerzas alemanas en el sur de Ucrania. En noviembre de 1943 finalmente cortaron la conexión terrestre del 17.º Ejército a través del istmo de Perekop. Hitler prohibió una evacuación marítima del 17.º Ejército porque pensó que el Ejército Rojo podría utilizar la Península de Crimea para lanzar ataques aéreos contras las refinerías de petróleo de Rumania.
Para finales de 1943, el mando soviético empezó a desembarcar tropas en el estrecho de Kerch y, para el 10 de abril de 1944, movió tropas cerca de Sivash y junto con el ataque al istmo de Perekop forzó al 17.º Ejército a retroceder a Sebastopol. El Mando Supremo de las Fuerzas Armadas Alemanas (Oberkommando der Wehrmacht, o OKW) intentó defender Sebastopol como una fortaleza, como el Ejército Rojo había hecho durante la primera batalla por Crimea entre 1941 y 1942. La reparación inadecuada de las defensas de Sebastopol lo  hicieron imposible y, el 9 de mayo de 1944, Sebastopol cayó en menos de un mes después del inicio de la batalla.
El Ejército perdió gran parte de su equipamiento pesado en Crimea. Considerables pérdidas humanas se sufrieron en batalla y en la evacuación por mar. El Ejército fue subsiguientemente reorganizado y continuó luchando en el frente oriental, incluyendo en la batalla de Bautzen.

## Unidades extranjeras subordinadas
- Cuerpo Móvil Húngaro - 1 de julio de 1941 a 24 de noviembre de 1941
- Cuerpo Expedicionario Italiano en Rusia - 3 de junio a julio de 1942
- Mando Móvil Eslovaco (Pilfousek Brigada), reorganizado a principios de agosto de 1941 como 1.ª División eslovaca

## Comandantes
| N.º | Retrato | Comandante                                                      | Desde                   | Hasta                |
| --- | ------- | --------------------------------------------------------------- | ----------------------- | -------------------- |
| 1   |         | General der Infanterie Carl-Heinrich von Stülpnagel (1886-1944) | 20 de diciembre de 1940 | 4 de octubre de 1941 |
| 2   |         | Generaloberst Hermann Hoth (1885-1971)                          | 5 de octubre de 1941    | 19 de abril de 1942  |
| 3   |         | Generaloberst Hans von Salmuth (1888-1962)                      | 20 de abril de 1942     | 31 de mayo de 1942   |
| 4   |         | Generaloberst Richard Ruoff (1883-1967)                         | 1 de junio de 1942      | 24 de junio de 1943  |
| 5   |         | Generaloberst Erwin Jaenecke (1890-1960)                        | 25 de junio de 1943     | 1 de marzo de 1944   |
| 6   |         | Generalfeldmarschall Ferdinand Schörner (1892-1973)             | 2 de marzo de 1944      | 31 de marzo de 1944  |
| 7   |         | Generaloberst Erwin Jaenecke (1890-1960)                        | 1 de abril de 1944      | 28 de abril de 1944  |
| 8   |         | General der Infanterie Karl Allmendinger (1891-1965)            | 1 de mayo de 1944       | 25 de julio de 1944  |
| 9   |         | General der Infanterie Friedrich Schulz (1897-1976)             | 26 de julio de 1944     | 30 de marzo de 1945  |
| 10  |         | General der Infanterie Wilhelm Hasse (1894-1945)                | 1 de abril de 1945      | 7 de mayo de 1945    |